# Kapsel (medicin)
 For alternative betydninger, se Kapsel. (Se også artikler, som begynder med Kapsel)
En medicinkapsel er oftest to afrundede rør-ender hvor den ene del er en anelse mindre end den anden, således at den mindste kan fyldes med et medikament og der efter klemmes ind i den største, åbning mod åbning. Herved lukkes kapslen så medikamentet ikke kan trænge ud.
Ofte laves selve kapslen af et materiale der opløses i maven eller endetarmen, afhængig af hvad indtagelsesmetode der er mest hensigtsmæssig. Kapsler til oral indtagelse kan dog være designet til simpelthen at falde fra hinanden når de passerer gennem fordøjelseskanalen.